# Mar de Ross
Manto de gelo no mar de Ross.
O mar de Ross é um mar localizado no oceano Antártico, ao sul da Nova Zelândia.
Tem esse nome em homenagem ao inglês James Clark Ross, que em 1840 comandou uma expedição à Antártida, e em 1842 quebrou o recorde de penetração meridional, alcançando a latitude de 78º9'S, invadindo as geleiras do atual Mar de Ross.
Ross também foi o descobridor do polo sul magnético[carece de fontes?].

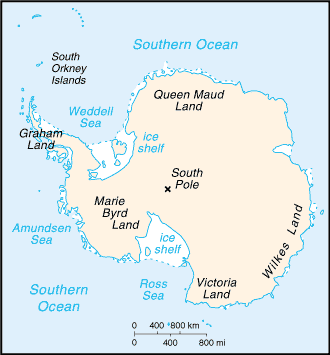